# Miss Platnum
Miss Platnum (née Ruth Maria Renner le 27 septembre 1980 à Timișoara), connu aussi sous le nom Platnum, est une chanteuse-compositrice-musicienne roumaine vivant en Allemagne après s'être exilée avec sa famille.

## Biographie

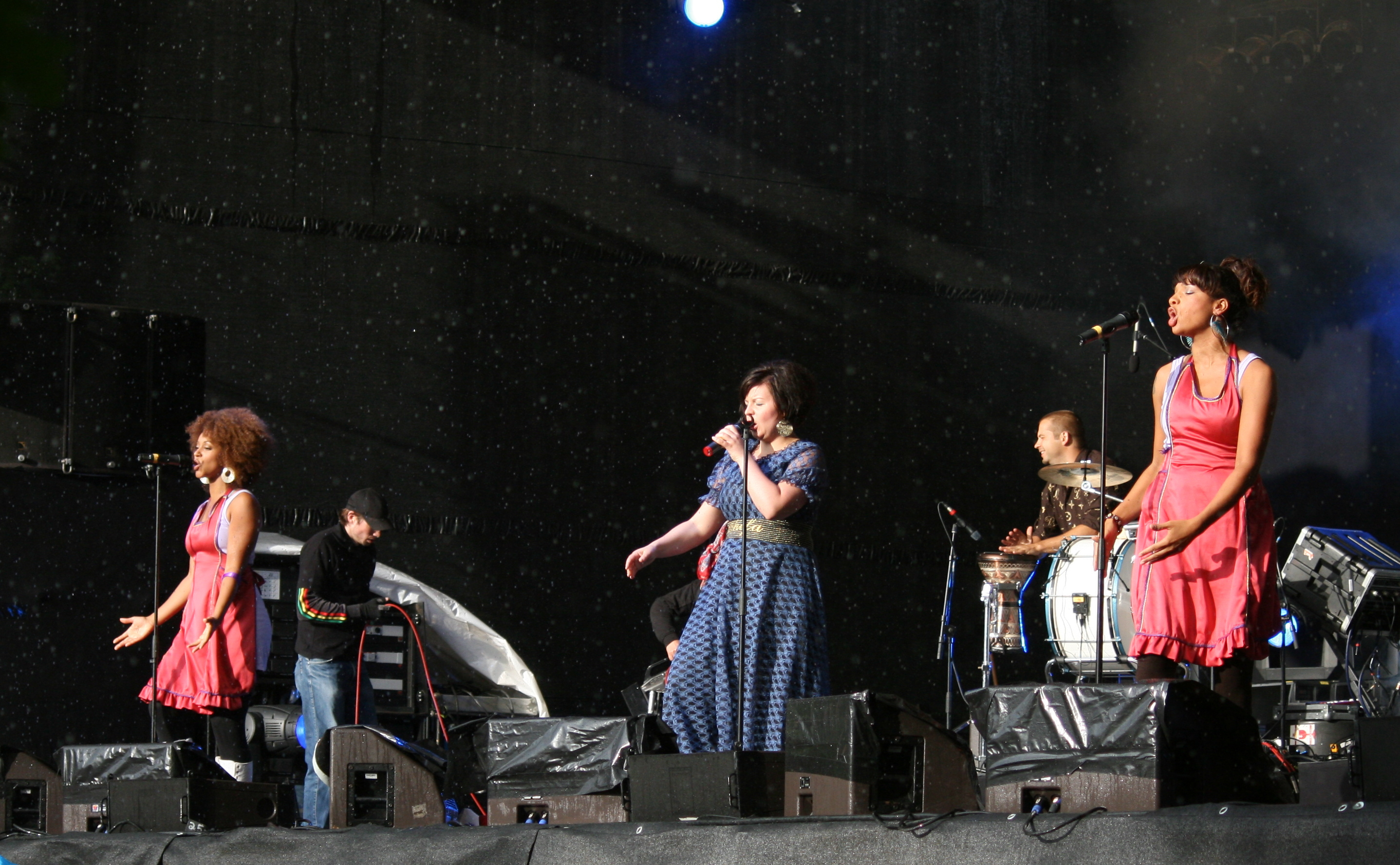
Scène

Roumaine d’origine résidant à Berlin, Ruth Maria Renner s’est créé un personnage imaginaire et joue avec les clichés de son pays natal. Elle parle couramment allemand, anglais.
Elle débute en 1998 en tant que choriste et c'est en 2007 qu'elle prend le nom de scène de Miss Platnum.
En 2008, elle participe au festival Roskilde au Danemark durant l'été ainsi qu'aux Transmusicales de Rennes.

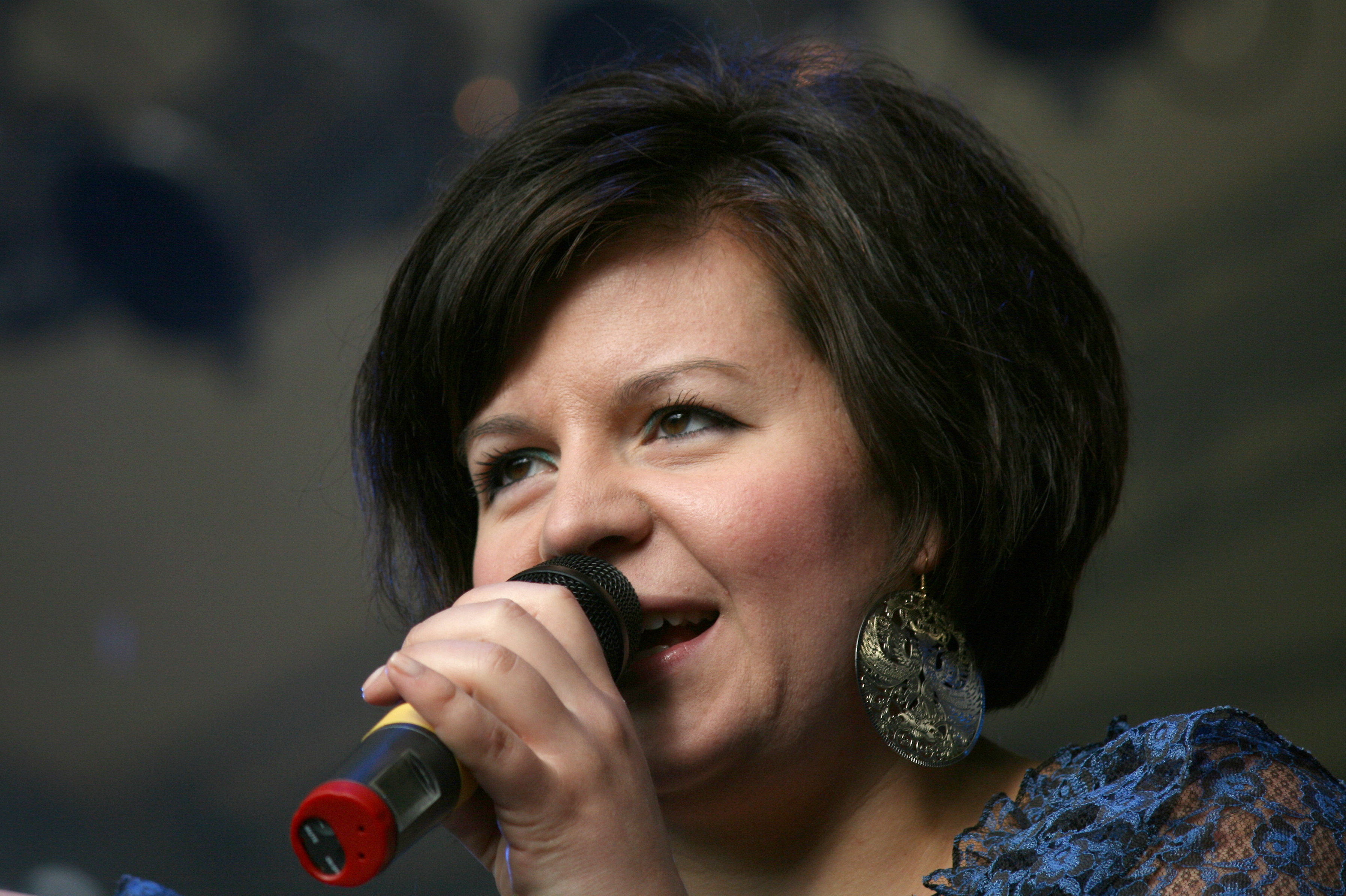
TransMusicales de Rennes 2008

Miss Platnum est réputée pour sa voix Soul et le son Hip Hop aux musicalités des Balkans.

## Discographie

### Albums
- Rock Me (2005)
- Chefa (2007)
- The Sweetest Hangover (2009)
- Glück und Benzin (2014)
- Ich war hier (2015)
- The Opera Album — featuring Bazzazian(2019)

### Singles
- Give Me the Food (2007)
- Come Marry Me — featuring Pete Fox (2008)
- Mercedes Benz (2008)
- Babooshka (2009) reprise de Kate Bush
- Letzter Tanz (2013)
- Beim BuViSoCo für Berlin — featuring Stefan Raab (2014)
- Blockparty feat. Taktlo$$
- Dein Name — Kiani Performance Edit (2015)
- Rainbow Jesus — featuring Bazzazian (2019)

### Collaborations
- 2011 : Sur le titre Berlin de Modeselektor.
- 2012 : Marteria, Yasha & Miss Platnum performing Feuer.
- 2012 : Marteria, Yasha & Miss Platnum performing Lila Wolken